# فيرنر فون فريتش
توماس لودفيج فيرنر فرايهر فون فريتش (4 أغسطس 1880 - 22 سبتمبر 1939) عضوًا في القيادة العليا الألمانية. كان القائد العام للجيش الألماني من عام 1933 حتى فبراير 1938، عندما أجبر على الاستقالة بعد اتهامه زورًا بأنه مثلي الجنس.

## حياة سابقة
ولد فريتش في بينراث في مقاطعة الراين في الإمبراطورية الألمانية. دخل الجيش البروسي في سن 18؛ في عام 1901، انتقل إلى الأكاديمية العسكرية البروسية. في عام 1911،  عُيَّن في هيئة الأركان العامة الألمانية، حيث خدم خلال الحرب العالمية الأولى.

## قضية بلومبرغ - فريتش
اتهم هاينريش هيملر وهيرمان غورينغ - المستوحى من استقالة بلومبرغ - فريتش غير المتزوج بالمشاركة في نشاط مثلي. لم يكن فريتش يومًا زير نساء وكان يفضل التركيز على مهنته العسكرية. أُجبر على الاستقالة في 4 فبراير 1938. تم استبداله - بفالتر فون براوخيتش - وقد أوصى به فريتش للمنصب. استغل هتلر الوضع من خلال استبدال العديد من الجنرالات والوزراء بالموالين النازيين، مما عزز سيطرته على القوات المسلحة الألمانية ( الفيرماخت ). سرعان ما أصبح من المعروف أن التهم كانت كاذبة، وفحصت محكمة الشرف للضباط قضية بلومبرج - فريتش، على الرغم من أن غورينغ كان يرأسها. أدى الضم الناجح للنمسا إلى ألمانيا الكبرى ( آنشلوس ) في 12 مارس إلى إسكات جميع منتقدي هتلر وغورينج وهيملر. تمت تبرئة فريتش في 18 مارس / آذار، لكن الضرر الذي لحق باسمه قد تم.

## إحياء ذكرى
سميت «ثكنة Freiherr von Fritsch Kaserne» في دارمشتات باسمه بعد وفاته.

## روابط خارجية
- فيرنر فون فريتش على موقع مونزينجر (الألمانية)